# 당전
《당전》(중국어 간체자: 唐砖, 정체자: 唐磚, 병음: Táng zhuān 탕좐[*], 영어: Tang Dynasty Tour 탕 다이너스티 투어[*])은 중국의 텔레비전 드라마이다.

## 등장 인물
- 왕톈천 (王天辰) : 운부기/운엽(雲不器/雲燁) 역
- 장가녕 (张佳宁) : 향성공주(襄城公主) 역